# Reichstag zu Worms (1172)
Der Reichstag zu Worms 1172 war eine Reichsversammlung, die Kaiser Friedrich I. (Barbarossa) im März 1172 in Worms abhielt.

## Kontext
Sechs Jahre, von 1168 bis 1174, hielt Friedrich I. sich nördlich der Alpen auf. Der lombardische Städtebund nutzte das in einer Allianz mit Papst Alexander III., um seine Stellung gegenüber dem Kaiser zu stärken und Rechte, die dieser für sich beanspruchte, zu bestreiten. Dieser Aufenthalt des Kaisers im Reichsteil nördlich der Alpen war der längste seit seiner Königswahl. Seine Aufenthaltsorte in dieser Zeit sind heute teilweise für Monate nicht mehr dokumentiert. Entsprechend dünn sind auch die Informationen, die über die Reichsversammlung von 1172 in Worms vorliegen. Sie beruhen im Wesentlichen auf einer Chronik, die über die Vorgänge berichtet und zwei diesbezügliche Schreiben dazu wörtlich wiedergibt: Erzbischof Philipp I. von Köln korrespondiert in seiner Funktion als Erzkanzler für Italien mit Verbündeten in Italien.
Der Kaiser hatte sich zuvor in Passau aufgehalten, wo seine Anwesenheit für den 29. Februar 1172 belegt ist. Von Worms aus reiste er anschließend wahrscheinlich nach Würzburg. Dort ist sein Aufenthalt für den 16. April 1172 belegt.

## Inhalt
Das „usurpatorische“ Verhalten der lombardischen Städte forderte eine Gegenreaktion des Kaisers heraus. Auf der Reichsversammlung erhob der Kaiser formal Klage gegen die italienischen Städte und die Anhänger Alexanders III. Der Vorwurf gegen Papst und Lombarden lautete, dass sie die Reichskrone den „Griechen“ (dem Byzantinischen Reich) übertragen wollten, also auf Hochverrat.
Die Antwort darauf war der Beschluss der Versammelten, binnen zweier Jahre eine Heerfahrt nach Italien durchzuführen. Der Beschluss datiert auf den 26. März 1172 in Worms. Die lange Vorlaufzeit für einen Italienzug beruhte auf dem Herkommen, dass für ein solches Vorhaben eine Ladungsfrist von einem Jahr und sechs Wochen erforderlich war. So fand der fünfte Italienzug Kaiser Friedrich I. dann sogar erst 1174 statt.